# Non cambierò mai (Baby K)
Non cambierò mai è un singolo della rapper italiana Baby K, il terzo estratto dal primo album in studio Una seria e pubblicato il 5 aprile 2013.

## Descrizione
Il testo è stato composto dalla rapper stessa insieme al rapper italiano Marracash (che partecipa in qualità di artista ospite) . Musicalmente il brano presenta sonorità tribali con un ritornello pop.

## Video musicale
Il video, nel quale sono presenti entrambi i cantanti, è presente sulla piattaforma Vevo e supera le 15 milioni di visualizzazioni.

## Tracce
Testi di Claudia Nahum, Fabio Rizzo, musiche di Michele Canova Iorfida, Claudia Nahum.
1. Non cambierò mai (feat. Marracash) – 3:06

## Classifiche
| Classifica (2013) | Posizione massima |
| ----------------- | ----------------- |
| Italia            | 72                |